# Almeirim (microregio)
Almerim is een van de 22 microregio's van de Braziliaanse deelstaat Pará. Zij ligt in de mesoregio Baixo Amazonas en grenst aan de microregio's Altamira, Óbidos, Portel, Santarém en Mazagão (AP). De microregio heeft een oppervlakte van ca. 90.383 km². In 2006 werd het inwoneraantal geschat op 64.228.
Twee gemeenten behoren tot deze microregio:
- Almeirim
- Porto de Moz

Mesoregio's: Baixo Amazonas · Marajó · Metropolitana de Belém · Nordeste Paraense · Sudeste Paraense · Sudoeste Paraense

Microregio's: Almerim · Altamira · Arari · Belém · Bragantina · Cametá · Castanhal · Conceição do Araguaia · Furos de Breves · Guamá · Itaituba · Marabá · Óbidos · Paragominas · Parauapebas · Portel · Redenção · Salgado · Santarém · São Félix do Xingu · Tomé-Açu · Tucuruí